# Cal Borrall
Cal Bonai o Borrall és una masia al municipi de Sagàs (Berguedà) que forma part de l'Inventari del Patrimoni Arquitectònic de Catalunya. La masia de Cal Bonai i la rectoria es van construir al segle xvii i, juntament amb l'església de Sant Andreu de Sagàs i la masia de la Batllia, formen el nucli central del poble. La rectoria fou abandonada després de la Guerra Civil Espanyola, quan es va construir la nova. En els últims anys la parròquia la va vendre als Bonai, que l'han restaurat i incorporat a casa seva. La casa de Cal Bonai és fruit de la restauració moderna que incorporà la veïna rectoria de Sagàs a la primera masia, formant un sol edifici. La restauració, molt acurada, ha respectat les característiques estructurals d'ambdues construccions potenciant la recuperació de finestres amb llindes de pedra i balconades de fusta.

## Història
1. 1 2  «Cal Bonai». Inventari del Patrimoni Arquitectònic de Catalunya.   Direcció General del Patrimoni Cultural de la Generalitat de Catalunya. [Consulta: 6 desembre 2014].